# Fenylmagnesiumbromid
Fenylmagnesiumbromid je organokovová sloučenina patřící mezi Grignardova činidla.
Slouží jako silná báze a alkylační činidlo. Pro uchovávání se stabilizuje v roztoku diethyletheru nebo tetrahydrofuranu.

## Příprava
V laboratoři se připravuje přidáváním hořčíkových pilin do roztoku brombenzenu v bezvodém diethyletheru.